# Richard Somerville
Richard C. J. Somerville (Washington D. C., Estados Unidos, 30 de mayo de 1941) es un científico del clima estadounidense que es un Profesor Emeritus Distinguido en el Instituto de Oceanografía Scripps en la Universidad de California en San Diego,  donde ha sido docente desde 1979.

## Primeros años
Recibió una licenciatura en meteorología de la Universidad Estatal de Pensilvania en 1961 y un doctorado en meteorología de la Universidad de Nueva York en 1966.

## Trayectoria académica
Sommerville es un meteorólogo teórico y un experto en simulaciones computarizadas de la atmósfera. Su trabajo de investigación trata sobre la física de las nubes y su rol en el sistema del clima. Sus intereses abarcan todos los aspectos del clima, incluyendo la educación sobre la ciencia del clima y la interlocución entre la ciencia y las políticas públicas. Su obra está reflejada en una larga lista de publicaciones revisadas por pares en prestigiosas publicaciones científicas. Comenta con frecuencia sobre temas del clima y el medio ambiente en la prensa. Se retiró formalmente en 2007, pero se mantiene activo en los campos de la educación, investigación y comunicación. Sommerville actualmente está involucrado en un importante programa de investigación en el Centro para la Modelación a Múltiple Escala de los Procesos Atmosféricos en donde está investigando el desarrollo de las parametrizaciones de radiación en las nubes.

## Premios y distinciones
Entre las distinciones que ha recibido hasta el presente, Sommerville ha recibido premios de la Sociedad Meteorológica Estadounidense tanto por su investigación como por su popular libro, The Forgiving Air: Understanding Environmental Change, del cual una nueva edición fue publicada en 2008 (ISBN 9781878220851). Fue uno de los autores principales de la Cuarta Evaluación del Grupo Intergubernamental de Expertos sobre el Cambio Climático (IPCC AR4).

## Activismo y en la prensa
Somerville fue un organizador y firmante de la Declaración de Bali de Científicos del Clima de 2007. A lo largo del año 2009 trabajó con un grupo internacional de 26 de los más importantes científicos del clima para preparar el Diagnóstico de Copenhague. El diagnóstico fue lanzado durante las preparaciones de la conferencia UNFCCC COP15 en Copenhague. Sintetiza los descubrimientos científicos más recientes de varios cientos de publicaciones revisadas por pares en áreas como la emisión de gases invernadero, el nivel del mar, glaciares, puntos de inflexión y eventos climáticos extremos, entre otros temas.
A principios de 2010, Somerville grabó una serie de entrevistas con ABC News de Estados Unidos, en las cuales discute "Cuatro Importantes Preguntas sobre el Cambio Climático", "Desinformación y Metáforas Médicas sobre el Cambio Climático", y "Nuestro Juego de Gallinas del Cambio Climático". En su sitio web se pueden encontrar otras entrevistas y artículos populares.